# Båtben (fot)

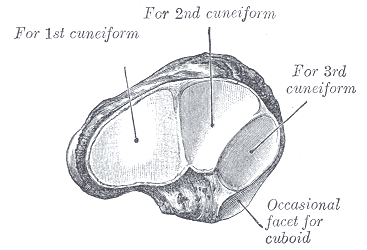
Vänster fots båtben sett snett framifrån och utifrån.

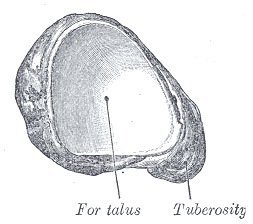
Vänster fots båtben sett snett bakifrån och inifrån.

Fotens båtben (latin: os naviculare) är ett ben i foten (pes) som fått sitt namn på grund av att en av dess ledytor är djupt konkav, som på en båt.
Båtbenet ledar mot fyra ben:
1. Språngbenet (talus)
2. Yttre kilformade benet (os cuneiforme laterale)
3. Mellersta kilformade benet (os cuneiforme intermedium)
4. Inre kilformade benet (os cuneiforme mediale)
Ibland kan en femte led förekomma:
5. Tärningsbenet (os cuboideum)

## Ytor
Framsidan är konvex från sida till sida och uppdelas av två åsar till de tre fasetter som ledar mot de tre kilformade benen.
Baksidan är oval, konkav, bredare lateralt än medialt och ledar mot språngbenet runda huvud.
Ovansidan är konvex från sida till sida och dess skrovliga yta utgör fäste för flera ligament.
Undersidan är oregelbunden och även den har en ojämn yta där ligament fäster.
Medialsidan har ett avrundat utskott, tuberositas ossis navicularis, vars nedre del utgör fäste för en del av senan från muskeln m. tibialis posterior ("skenbenets bakre muskel"). Utskottet kan ibland utgöra ett självständigt ben.
Lateralsidan är oregelbunden och skrovlig och utgör fäste för flera ligament. Ibland finns här en liten fasett som ledar mot tärningsbenet.